# Prajadhipok
Prajadhipok, nome completo: Phra Bat Somdet Phra Poramintharamaha Prajadhipok Phra Pok Klao Chao Yu Hua, in lingua thai: พระบาทสมเด็จพระปรมินทรมหาประชาธิปกฯ พระปกเกล้าเจ้าอยู่หัว, chiamato anche Rama VII (Bangkok, 8 novembre 1893 – Surrey, 30 maggio 1941), fu il settimo sovrano della dinastia Chakri e del Regno di Rattanakosin, nell'odierna Thailandia. Il suo regno fu il più breve nella storia della dinastia. Fu l'ultimo monarca assoluto ed il primo monarca costituzionale del Siam.

## Biografia

### Infanzia e gioventù

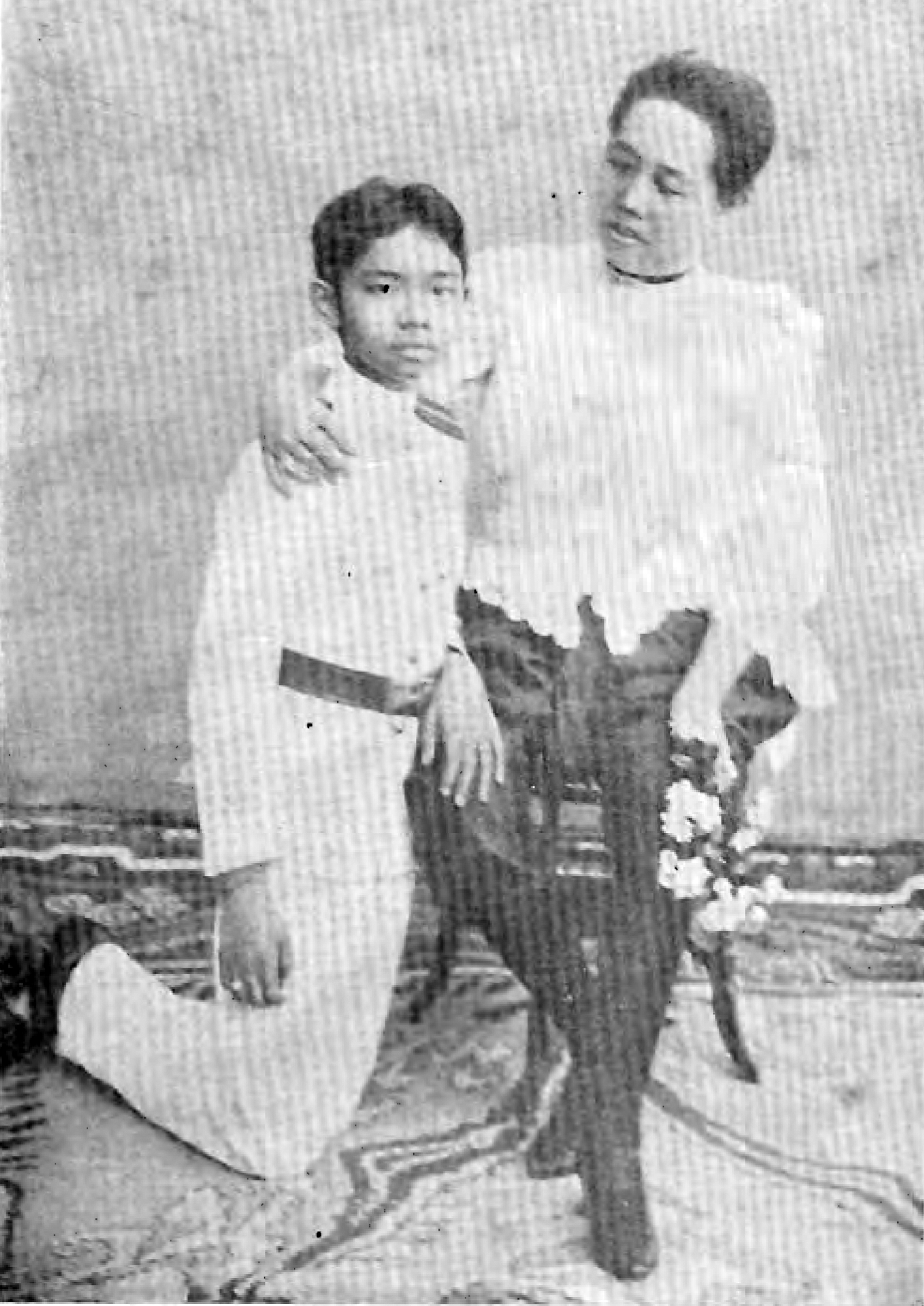
Con sua madre.

Il principe Prajadhipok o Somdej Chao Fa Prajadhipok Sakdidej (Lingua thai: สมเด็จเจ้าฟ้าประชาธิปกศักดิเดชน์) nacque a Bangkok l'8 novembre 1893, era l'ultimo dei nove figli che re Chulalongkorn (Rama V) ebbe dalla regina Saovabha Bongsri e uno dei 77 figli che il re ebbe in totale. Anch'egli, al pari del fratello maggiore e predecessore, il Re Vajiravudh, fu educato in Inghilterra dove era stato mandato nel 1906 per frequentare l'Eton College ed in seguito la Royal Military Academy di Woolwich. Dopo gli studi ottenne la nomina di ufficiale nella Royal Horse Artillery dell'Esercito britannico. Nel 1910, morì il padre ed il fratello Vajiravudh salì al trono. Allo scoppio della prima guerra mondiale, con la dichiarazione di neutralità del Siam e con l'entrata in guerra dei britannici, fu richiamato in patria, dove divenne un alto ufficiale dell'esercito. Nel 1917, fu ordinato monaco secondo il costume thailandese tuttora in voga. Nel 1918, sposò l'amica d'infanzia e cugina Rambhai Barni. Alla fine della guerra frequentò per tre anni l'École spéciale militaire de Saint-Cyr, in Francia, per poi rientrare a servire nell'esercito siamese. In questo periodo fu nominato Principe di Sukhothai.

### Ascesa al trono
Re Vajiravudh non aveva avuto figli maschi, erano inoltre deceduti tutti gli altri fratelli, figli di Rama V e della regina Saovabha Bongsri. Lo stesso giorno della morte del fratello, il 25 novembre 1925, il principe Phrajadhipok salì al trono con il titolo di Phra Bat Somdet Phra Poramintharamaha Prajadhipok Phra Pok Klao Chao Yu Hua, o re Prajadhipok.
Si dimostrò subito un monarca intelligente ed avveduto e cercò, al contrario del predecessore, di ridurre il drammatico ammontare del debito estero accumulato nel regno precedente.
Il fratello Rama VI aveva dato molto spazio all'aristocrazia e la monarchia aveva perduto molti dei privilegi ottenuti durante il regno di Rama V. Rama VII volle riprendere questi poteri e il suo primo atto da monarca, a soli tre giorni dal suo insediamento, fu la creazione del Consiglio Supremo di Stato, che diventò il nuovo organo legislativo soppiantando il Consiglio di Stato riformato da Rama V, che nel regno di Rama VI era diventato dispersivo contando su oltre 200 membri. La nomina dei cinque membri che componevano il nuovo consiglio era di esclusiva competenza del monarca. Fu creato soprattutto per fronteggiare la crisi economica e furono decisi grandi tagli delle spese pubbliche e un aumento delle tasse. Il monarca, per dare l'esempio, accettò la riduzione del suo stesso appannaggio da sei a quattro milioni di baht. Nel 1926, prendendo spunto da analoghe amministrazioni europee e spronato dalle richieste di cambiamenti costituzionali, il re concesse alle province l'istituzione di nuove tasse locali e di gestirle autonomamente. Fu un tentativo di aprire al decentramento del potere ed un timido abbozzo di democrazia, ma sia i nobili che la popolazione si sentirono più che altro danneggiati dalle conseguenze economiche delle nuove leggi. Inoltre i membri del nuovo consiglio elessero alle più alte cariche dello stato e dell'esercito i loro uomini più fidati, estromettendo personaggi potenti che presero a meditare vendetta.
Nel giro di tre anni, Prajadhipok riuscì nell'intento di appianare i debiti di stato, non fosse stato per la grande depressione che aveva coinvolto tutto il pianeta, il paese avrebbe continuato nella sua crescita economica. La grave depressione che seguì il crollo di Wall Street del 29 ottobre 1929, investì il Siam nei primi mesi del 1930. Il governo non era preparato a fronteggiare una tale calamità e presto i dissapori che maturarono all'interno del Consiglio Supremo di Stato su come affrontare la crisi resero la situazione ancora più complicata. Il consiglio alla fine adottò severi provvedimenti tra i quali ci furono la riduzione degli effettivi dell'esercito e delle spese militari, nonché il decurtamento delle paghe degli impiegati statali. Tali provvedimenti non furono approvati all'unanimità dal consiglio e si creò un'ulteriore frattura tra i suoi membri.
Il governo diviso e la rabbia che tali provvedimenti generarono nell'esercito e nella pubblica amministrazione, furono il terreno fertile su cui maturarono i gravi avvenimenti che avrebbero cambiato faccia al paese.

### La rivoluzione siamese del 1932
Da qualche anno, un gruppo di studenti e di ufficiali dell'esercito stavano tramando per trasformare la monarchia assoluta in una monarchia costituzionale, e avevano fondato il Khana Ratsadon ("Partito del Popolo"). Approfittando del generale malcontento che stava dilagando, riuscirono a crearsi un buon seguito tra gli intellettuali e tra gli alti ufficiali delle forze armate. Organizzarono quella che è passata alla storia come la rivoluzione siamese del 1932, che in realtà fu un colpo di stato. Ebbe luogo il 24 giugno 1932 e si concluse senza spargimento di sangue.
Mentre Rama si trovava nella residenza estiva della famiglia reale di Hua Hin, nel sud del paese, i rappresentanti del partito appoggiati da alcuni reparti delle forze armate occuparono il Grande Palazzo Reale a Bangkok. Contemporaneamente, altri reparti chiusero gli uffici della posta e della radio per impedire il diffondersi della notizia. Furono messi agli arresti 40 tra i membri del consiglio supremo di stato e alti ufficiali dell'esercito e vennero bloccate le caserme di Bangkok della guardia reale e della fanteria. Il manifesto che accompagnò l'azione chiedeva la concessione della costituzione da parte del re o, in alternativa, minacciava la destituzione del monarca e la proclamazione della repubblica.
Il re, avvisato da un ufficiale a lui fedele che era riuscito a fuggire, ritornò precipitosamente a Bangkok e diede subito udienza agli organizzatori del colpo di stato, comunicando che accettava la costituzione e che la concessione della democrazia era già nei suoi piani. Pochi mesi prima una sua proposta di costituzione era stata respinta dal Consiglio Supremo che riteneva la popolazione non ancora pronta alla democrazia, come del resto non la ritenevano tale gli esponenti del Khana Ratsadon.

### La monarchia costituzionale

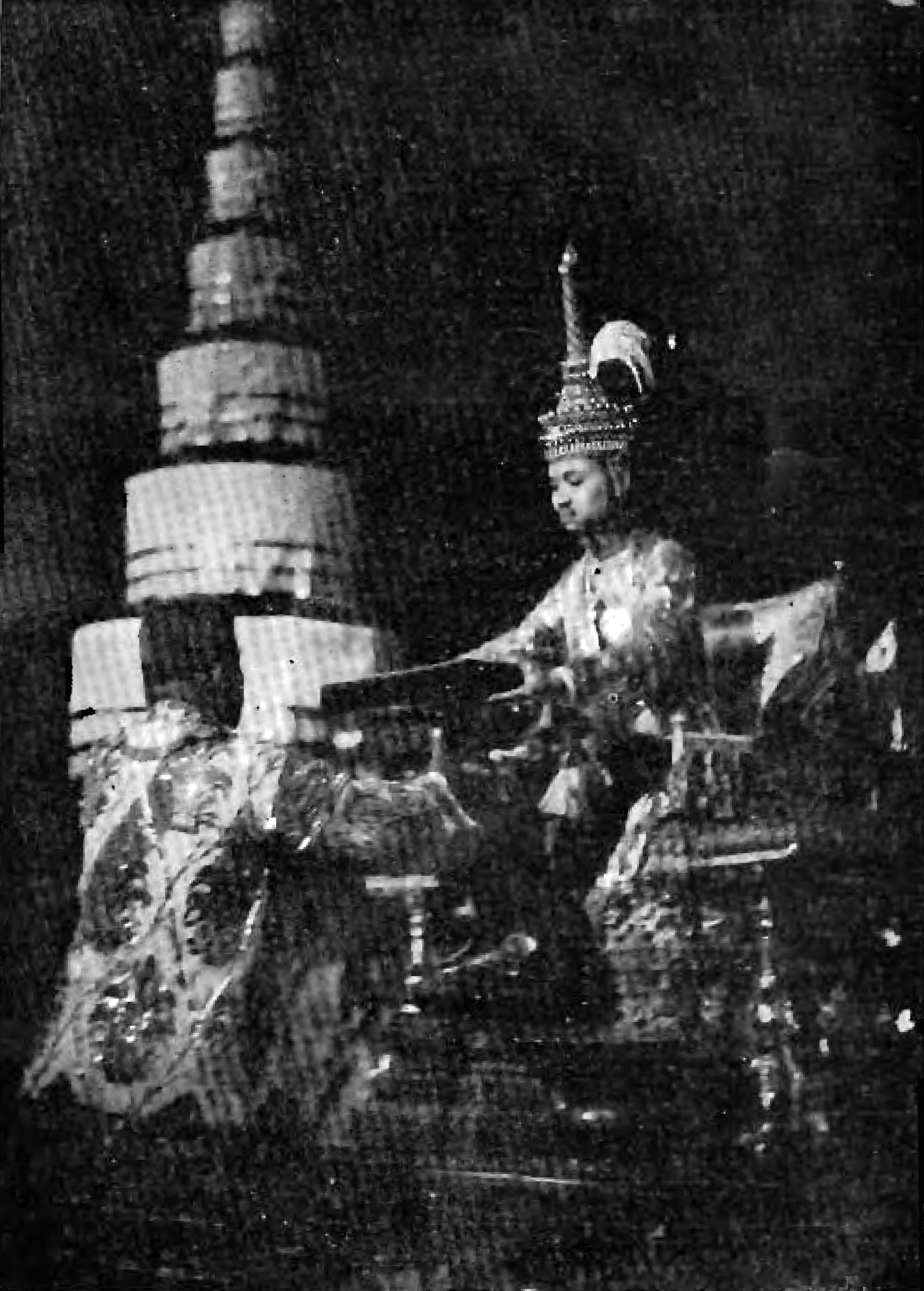
Re Prajadhipok firma la prima costituzione permanente del Siam il 10 dicembre 1932

Aveva così termine la monarchia assoluta ed il Regno di Rattanakosin, ed iniziava la monarchia costituzionale del Regno del Siam. Il Consiglio Supremo di Stato venne immediatamente disciolto.
La prima costituzione provvisoria entrò in vigore il 27 giugno 1932 e garantiva la continuazione della monarchia, ma il re veniva esautorato da tutti i suoi poteri che passarono al comitato popolare (l'esecutivo), all'assemblea popolare (il legislativo) e alla corte suprema (il giudiziario). Questi nuovi enti erano egemonizzati dal partito unico. I rapporti iniziali tra il monarca ed il partito unico furono all'insegna della collaborazione, il re chiese venissero fatti emendamenti in suo favore e gli venne promessa una nuova costituzione. Come Primo Ministro il partito scelse un monarchico: l'avvocato Manopakorn Nititada, che aveva fatto carriera nel Ministero di Giustizia e si era guadagnato un posto nel consiglio privato di re Vajiravudh.
Nei mesi seguenti, Manopakorn Nititada elaborò la costituzione permanente, che fu promulgata il 10 dicembre 1932, e che restituiva al re alcuni poteri tra cui quello della concessione dell'indulto e quello della nomina del suo successore, e tornava a definirlo sacro ed inviolabile (secondo quella provvisoria poteva essere incriminato a discrezione del parlamento), tuttavia non contemplava il diritto di veto del sovrano sulle nuove leggi. Le prime elezioni della storia del Siam furono programmate per l'ottobre del 1933.
Il partito unico era composto da tre fazioni: una filo-socialista che faceva capo al leader studentesco Pridi Banomyong, un'altra era espressione delle giovani leve dell'esercito ed era guidata dal tenente colonnello Plaek Pibulsonggram, e l'ultima, la più potente, era quella legata alle alte gerarchie militari, il cui maggiore esponente era il colonnello Phot Phahonyothin. Ben presto le posizioni liberal-socialiste della fazione civile trovarono dissenzienti molti nobili e militari conservatori, che fondarono il partito nazionale. Nell'aprile del 1933, una radicale riforma proposta da Pridi Banomyong, che tra le altre innovazioni prevedeva l'assegnazione di terre e sussidi ai contadini nonché l'istituzione di un ente di previdenza sociale in favore delle fasce più povere, fu bollata come comunista e respinta dal re e dal primo ministro. Avendo trovato contraria anche l'ala conservatrice del parlamento, Pridi fu costretto all'esilio, il partito e la legislatura vennero disciolti e la costituzione sospesa. Nel giugno dello stesso anno, un colpo di stato organizzato da Phot Phahonyothin ristabilì il partito, la legislatura e la costituzione e costrinse Manopakorn Nititada all'esilio. A capo del nuovo governo fu nominato lo stesso Phahonyothin che affidò il ministero della difesa al suo alleato Pibulsonggram. Pridi fu richiamato in patria.
Si era così consumato il primo di una lunga serie di colpi di stato militari contro un governo di civili nel paese e, per la prima volta, il Siam era retto da una giunta militare. Il re fu contrariato per le forzate dimissioni del monarchico Nititada ed entrò presto in conflitto col nuovo esecutivo.
In ottobre, alcune guarnigioni dell'esercito fedeli al monarca, capeggiate dell'ex ministro della difesa, il principe Borowadej, si ribellarono e marciarono su Bangkok, occupando l'aeroporto di Don Muang. Dopo una dura battaglia nel nord della città, le truppe ribelli furono disperse e Borowadej fu costretto a rifugiarsi nell'Indocina francese. Dopo qualche settimana il re, che si era proclamato neutrale durante la rivolta, andò all'estero per delle cure mediche. Da qui chiese delle riforme al nuovo governo che non furono accettate.

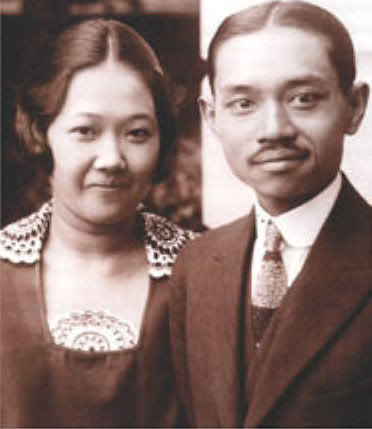
Re Prajadhipok e la Regina Rambai Barni durante l'esilio inglese

### Autoesilio e abdicazione
In segno di protesta, si stabilì definitivamente in Inghilterra. Dalla sua casa nei pressi di Londra, il 2 marzo 1935, abdicò con una dichiarazione in cui si proclamava disposto a cedere i suoi poteri al popolo nel suo insieme, ma non era disposto a consegnarli a qualsiasi individuo o gruppo che li utilizzasse in maniera autocratica senza badare alla voce del popolo.
Non tornò mai più in Siam e negli anni seguenti le sue condizioni di salute peggiorarono. Il 30 maggio 1941 morì nella sua casa del Surrey, vicino a Londra. Non avendo avuto figli, l'assemblea nazionale nominò re un suo nipote (figlio di un fratellastro): il principe Ananda Mahidol che aveva solo nove anni. La reggenza fu affidata a tre rappresentanti nominati dal parlamento. La moglie continuò a vivere in Inghilterra fino al 1949, anno in cui tornò in patria portando con sé le ceneri del marito.
A Bangkok nel distretto centrale di Phra Nakhon, all'estremità est di Ratchadamnoen Klang, nei pressi del Monumento alla Democrazia, si trova il museo Prajadhipok a lui dedicato, ad entrata libera.